# Sérigny (Vienne)
Sérigny település Franciaországban, Vienne megyében. Lakosainak száma 314 fő (2022. január 1.). Sérigny Braye-sous-Faye, Faye-la-Vineuse, Berthegon, Nueil-sous-Faye, Orches, Prinçay, Saint-Christophe és Sossais községekkel határos.

## Népesség
A település népessége az elmúlt években az alábbi módon változott:
| Lakosok száma | 319  | 317  | 315  | 312  | 309  | 311  | 313  | 314  | 314  |
|               | 2013 | 2015 | 2016 | 2017 | 2018 | 2019 | 2020 | 2021 | 2022 |